# Museo del Grabado de Goya
Museo del Grabado de Goya – muzeum prac grawerskich Francisca Goi mieszczące się we Fuendetodos, jego miejscu urodzenia. Kolekcja muzeum obejmuje cztery serie rycin wykonanych przez Goyę: Kaprysy, Okropności wojny, Tauromachia i Szaleństwa lub Przysłowia. Siedziba muzeum znajduje się niedaleko domu, w którym urodził się malarz.